# Odzwierciedlanie
Odzwierciedlanie – technika komunikacji (stosowana m.in. w psychoterapii czy mediacjach rodzinnych) polegająca na bezpośrednim opisywaniu odbieranych treści – „odzwierciedlanie” słów i zachowań drugiej osoby, np. „widzę, że jesteś zdenerwowany”, „mówiąc to masz łzy w oczach”, „powiedziałaś, że nie lubisz matki twojego męża”. 
Odzwierciedlenie daje rozmówcy poczucie, że jest słuchany i rozumiany przez terapeutę. Pomaga w nawiązaniu dobrej relacji i kontaktu terapeutycznego.